# Gatlinburg

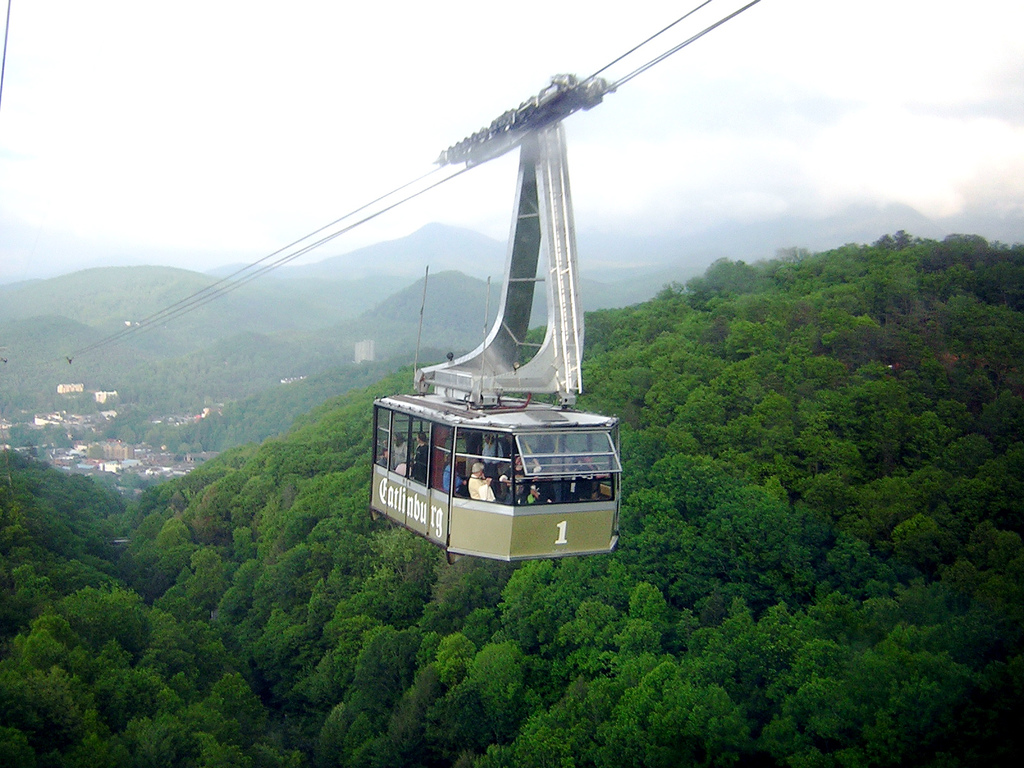
Teleférico hacia la montaña Ober

Gatlinburg es una ciudad situada en el condado de Sevier, Tennessee, Estados Unidos. Tiene una población estimada, a mediados de 2022, de 3650 habitantes.
Es un popular destino de turismo de montaña, ya que está ubicada en las cercanías del Parque Nacional Great Smoky Mountains.

## Geografía
La localidad está ubicada en las coordenadas 35°43′30″N 83°29′38″O / 35.72500, -83.49389 (35.724979, -83.493805). Según la Oficina del Censo de los Estados Unidos, tiene una superficie de 26.97 km², correspondientes en su totalidad a tierra firme..

## Demografía

### Censo de 2020
Según el censo de 2020, en ese momento había 3577 personas residiendo en la localidad. La densidad de población era de 132.63 hab./km².
| Raza                   | Núm. | Porc.  |
| ---------------------- | ---- | ------ |
| Blancos                | 2809 | 78.53% |
| Afroamericanos         | 15   | 0.42%  |
| Amerindios             | 20   | 0.56%  |
| Asiáticos              | 72   | 2.01%  |
| Isleños del Pacífico   | 4    | 0.11%  |
| De otras razas         | 395  | 11.04% |
| De una mezcla de razas | 262  | 7.32%  |

Del total de la población, el 17.75% eran hispanos o latinos de cualquier raza.

### Censo de 2010
Según el censo de 2010, en ese momento había 3944 personas residiendo en la localidad. La densidad de población era de 147.13 hab./km². El 85.3% de los habitantes eran blancos, el 0.63% eran afroamericanos, el 0.41% eran amerindios, el 2.81% eran asiáticos, el 0.03% eran isleños del Pacífico, el 8.9% eran de otras razas y el 1.9% eran de una mezcla de razas. Del total de la población, el 15.04% eran hispanos o latinos de cualquier raza.